# Salat (affluente della Čižapka)
Il Salat (in russo Салат?) è un fiume della Russia siberiana occidentale, affluente di sinistra della Čižapka (bacino idrografico dell'Ob'). Scorre nel Kargasokskij rajon dell'Oblast' di Tomsk.
Il fiume ha origine nella regione del Vasjugan'e e scorre in direzione prevalentemente nord-orientale. Sfocia nella Čižapka a 25 km dalla foce. La lunghezza del fiume è di 216 km, il bacino imbrifero è di 4 280 km². I maggiori affluenti sono l'Oglat (lungo 126 km) e il Samlat (76 km), provenienti ambedue dalla sinistra idrografica.